# Paratrichocladius gayi
Paratrichocladius gayi är en tvåvingeart som beskrevs av Serra-tosio 1984. Paratrichocladius gayi ingår i släktet Paratrichocladius och familjen fjädermyggor.
Artens utbredningsområde är Frankrike. Inga underarter finns listade i Catalogue of Life.